# Kegíchivka
Kegíchivka (en ucraniano: Кегичівка, romanizado: Kehýchivka) es un pueblo ucraniano perteneciente al óblast de Járkov. Situado en el este del país, forma parte del raión de Krasnogrado y es centro del municipio (hromada) homónimo.

## Toponimia
El nombre de la ciudad en otros idiomas de importancia local es Kegíchiovka (en ruso: Кегичёвка).

## Geografía
Kegíchivka se encuentra, 115 km al suroeste de Járkov.

## Historia
Kegíchivka fue fundada a partir de dos pequeñas granjas (Dobroivanivka y Yehorivka) que pertenecían al oficial del regimiento de Kursk  I.M. Apostol-Kegych, y formó parte a la gobernación de Járkov del Imperio ruso.
El pueblo se convirtió en centro de raión en 1923 y Kegíchivka recibió el estatus de asentamiento de tipo urbano en 1957. Durante la Segunda Guerra Mundial, Kegíchivka fue ocupada por la Alemania nazi del 7 de octubre de 1941 al 17 de septiembre de 1943. 
Hasta el 18 de julio de 2020, Kegíchivka fue centro del raión de Kegíchivka. El raión se abolió en julio de 2020 como parte de la reforma administrativa de Ucrania, que redujo el número de raiones del óblast de Járkiv a siete. El área del raión de Kegíchivka se fusionó con el raión de Krasnogrado.En 2023, Kegíchivka perdió el estatus de asentamiento de tipo urbano debido a la eliminación de este estatus administrativo.

## Demografía
La evolución de la población de Kegíchivka entre 1959 y 2022 fue la siguiente:
| 5854                                                          | 7315 | 7495 | 7151 | 6651 | 6246 | 6090 | 5928 | 5628 |
| (Fuente: Cities & Towns of Ukraine y UKRAINE: Größere Städte) |      |      |      |      |      |      |      |      |

## Infraestructura

### Transporte
Kegíchivka tiene acceso a la autopista M29 que conecta Járkov y Dnipró, así como a una carretera que conduce a Izium con prolongación a Slóviansk. La estación de tren de Kegíchivka está la línea que conecta Krasnogrado y Lozová. 